# Фаэтуса
Фаэту́са (др.-греч. Φαέθουσα) — в  греческой мифологии одна из дочерей Гелиоса, вместе со своей сестрой Лампетией пасшая стада на острове Тринакрия.

## Мифология
Согласно Овидию, Фаэтуса, как и её сестра Лампетия, были дочерьми Гелиоса и нимфы Неэры. У поэта обе сестры входят в число трёх Гелиад, причём имя третьей Гелиады он не называет. У Псевдо-Гигина Гелиад семь, среди которых есть Лампетия, но нет Фаэтусы.
В гомеровской «Одиссее» сёстры проживают на острове Тринакрия, где они издавна на тучных равнинах пасут стада своего отца Гелиоса. Семь стад составляют быки и столько же — бараны, в каждом стаде пятьдесят голов, и число это вечно. Тучные быки и пышные бараны не плодятся, а пышнокудрявые нимфы Фаэтуса и Лампетия неустанно за ними следят. Светлая их мать Неэра, воспитав дочерей, поселила их на этом знойном острове, чтобы там, в удалении от людей, они неусыпно пасли отцовских быков и баранов. Того же, кто подымет руку на стада Гелиоса, ждёт неизменная погибель.
Кирка и тень Тиресия предупреждали Одиссея, что ему не следует высаживаться на Тринакрии и тем более притрагиваться к пасущимся там животным. Однако спутники Одиссея, успешно миновав Сциллу и Харибду, причалили к острову и, оставаясь на нём около месяца, ослушались своего командира и втайне от него принесли быков в жертву богам. Разгневанный Гелиос уговорил Зевса наслать на них погибель. В результате спутники Одиссея были уничтожены, а его возвращение на родину отложено на семь лет.
Когда погиб брат Фаэтон, Гелиады, в том числе Фаэтуса и Лампетия, оплакивали его на берегах Эридана и были обращены в тополя, а их слёзы — в янтарь.

## Эпоним
- (296) Фаэтуса, астероид главного пояса.